# L'Attaque des titans : La Dernière Attaque
Pour plus de détails, voir Fiche technique et Distribution.
L'Attaque des titans : La Dernière Attaque est un film d'animation japonais réalisée par Yūichirō Hayashi et sortie en 2024,.

## Synopsis
Ce long-métrage regroupe les deux derniers épisodes de la série animée L'Attaque des titans, remaniés pour une diffusion en salle.

## Fiche technique
Sauf indication contraire, les informations mentionnées dans cette section peuvent être confirmées par les bases de données cinématographiques IMDb et Allociné,  présentes dans la section « Liens externes ».
- Titre original : 劇場版「進撃の巨人」完結編 The Last Attack
- Réalisation : Yūichirō Hayashi
- Scénario : Hajime Isayama
- Musique : Yitong Chen
- Décors :
- Costumes :
- Photographie :
- Son :
- Montage :
- Production :
- Société de production : MAPPA
- Société de distribution : Sony Pictures Releasing France
- Pays de production :  Japon
- Langue originale : japonais
- Format : couleur — 2,39:1 — son 5.1
- Genre : Animation
- Durée : 145 minutes
- Dates de sortie :
  - Japon : 8 novembre 2024
  - Canada : 10 février 2025
  - France : du 1er mars au 2 mars 2025 (sortie limitée)

## Distribution
- Marina Inoue : Armin Arlert
- Yūki Kaji : Eren Jeager
- Yui Ishikawa : Mikasa Ackerman
- Natsuki Hanae : Falco Grice
- Yoshimasa Hosoya : Reiner Braun
- Hiroshi Kamiya : Levi Ackerman
- Takehito Koyasu : Zeke Jaeger
- Mikami Shiori : Historia Reiss
- Romi Park : Hange Zoe
- Ayane Sakura : Gaby Braun
- Hiro Shimono : Conny Springer